# Вал (споруда)
Вал  (через сер.-в.-нім. wal від лат. vallum) — оборонна споруда у фортецях, замках, укріплених районах у вигляді високого насипу з крутим схилом, розташованим з боку ймовірного нападу супротивника.

## Історія застосування

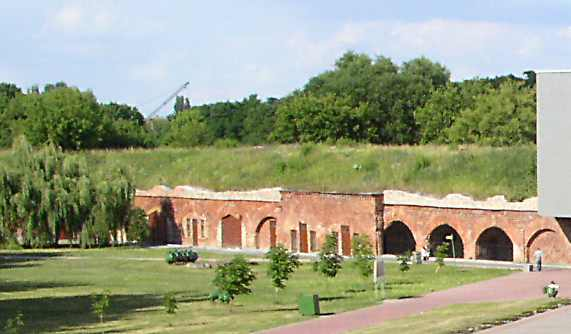
Вал з казематами, Брестська фортеця

Найдавніші земляні вали на теренах України — Траянові вали, імовірно, походять з I–ІІ ст. по III–IV ст. У фортифікаціях ІХ–ХІІ ст. широко застосовували земляні вали з ровом з напольної сторони, поверх яких йшли дерев'яні укріплення типу палісаду, стіни із городень. В основі цих валів знаходились заповнені землею, камінням дерев'яні зруби. З початком застосування мурованих фортифікацій роль оборонних валів у фортифікаціях дещо зменшилась. Та з початком широкого застосування артилерії наприкінці XV ст. набули поширення фортифікації у вигляді земляних шанців чи земляного валу, насипаного поверх мурованої основи — бастіонної системи. Наприкінці ХІХ ст. видозмінені земляні вали широко застосовувались у новітніх оборонних системах укріплених районів.
В «Українській малій енциклопедії» повідомляється, що в князівські часи вали називалися «приспами».

## Застосування
Будувався із землі, каменю чи одночасно з різних матеріалів. В основі валу могли улаштовуватися каземати, капоніри та інші фортифікаційні споруди. Вал зводився попереду основних укріплень. Служив бойовою позицією, захистом від прицільних пострілів та стеження за об'єктами укріплення з боку супротивника. Складався з брустверу та валгангу. Бруствер слугував прикриттям бойової позиції. Валганг розташовувався двома присту́пками: верхній, зазвичай, слугував для встановлення гармат і називався артилерійським валгангом; нижній — для руху гармат та людей і називався валгангом сполучення.
У широкому сенсі — система укріплених районів, приміром Атлантичний вал.
Ще в середині I тисячоліття до нашої ери Геродот писав, що для захисту від скіфів місцеве населення викопало широкий рів і побудувало вал від Таврійських гір до Меотійського моря. Вал одержав назву Кімерійського.

## Галерея

Рів і вал городища VI–III ст. до.н.е. поблизу села Сухоносівка (Полтавська область)
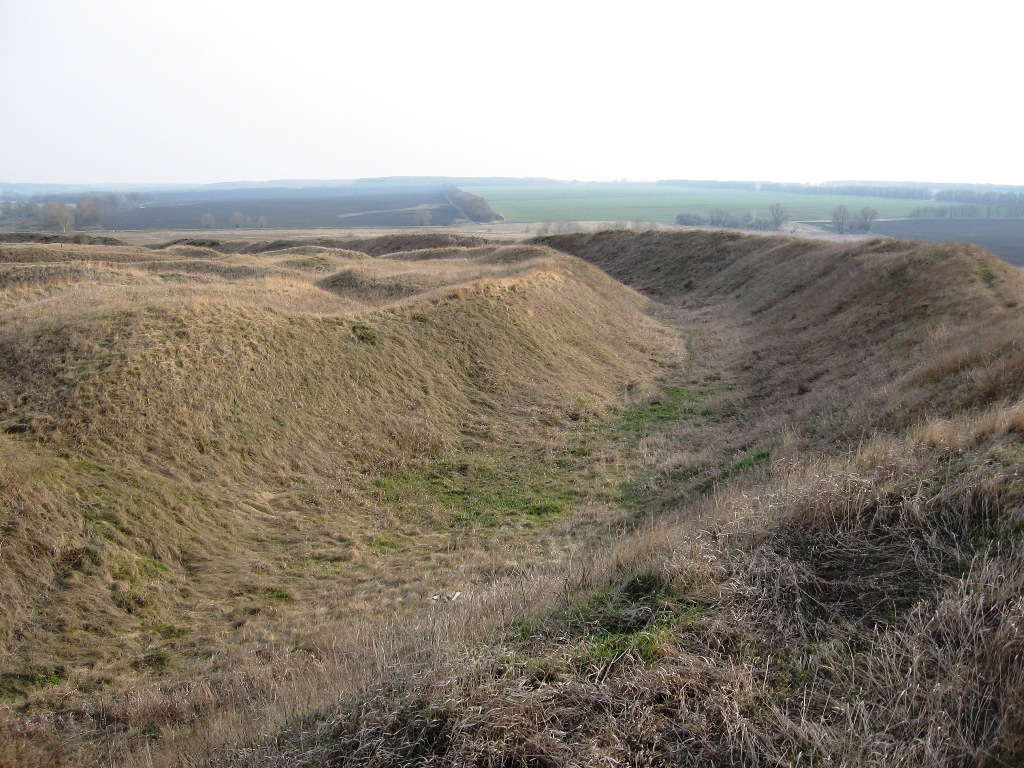
Залишки укрпілень Більського городища VIII–III ст. до.н.н
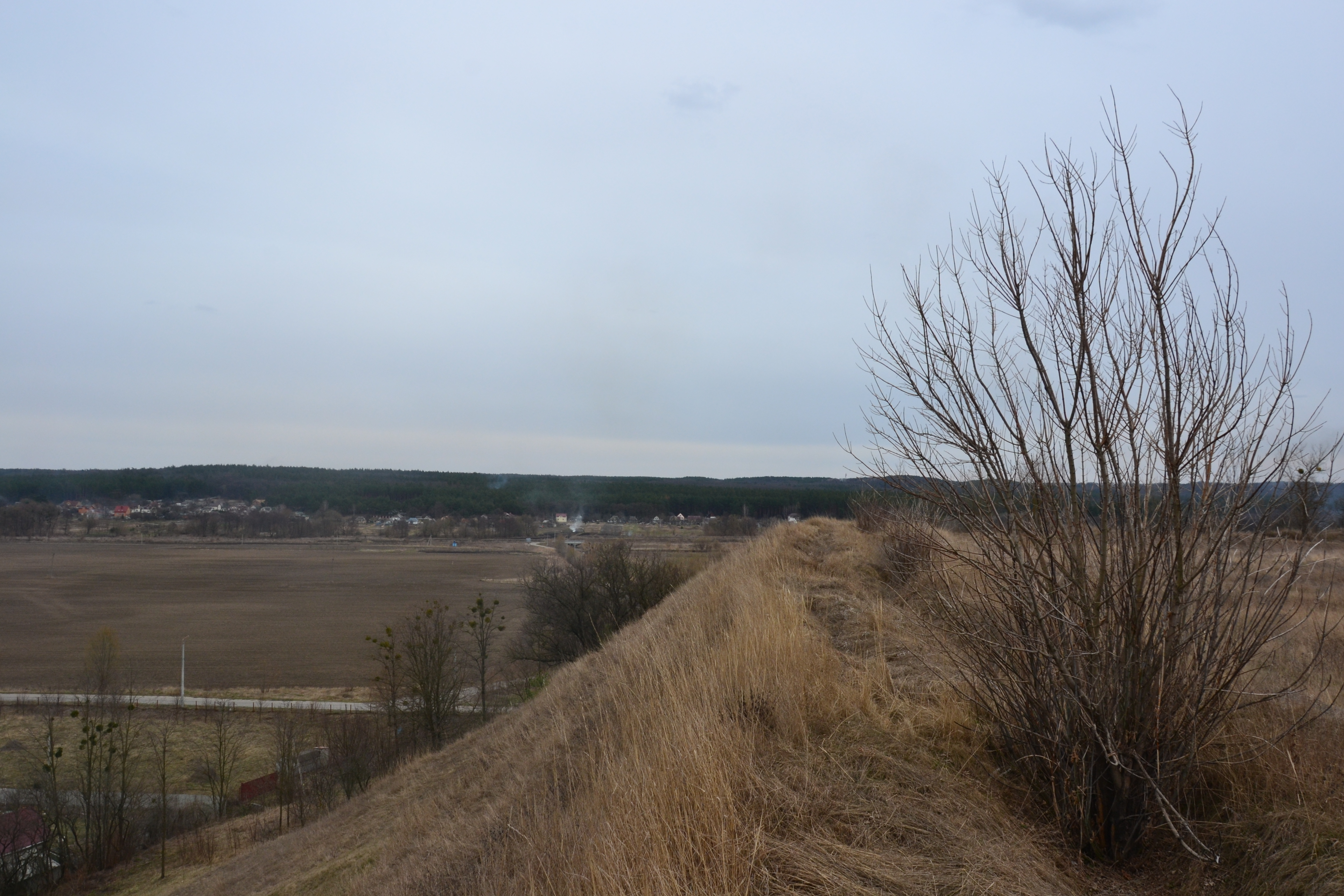
Вал дитинця літописного Тумаща
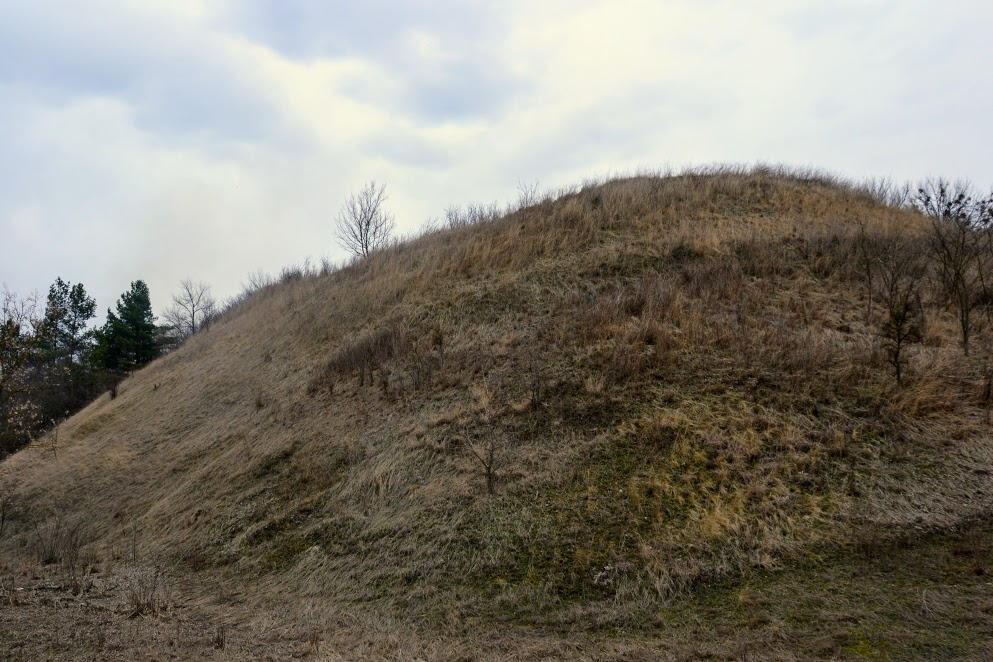
Вал дитинця літописного міста Тумащ (село Старі Безрадичі Обухівського району Київської області)
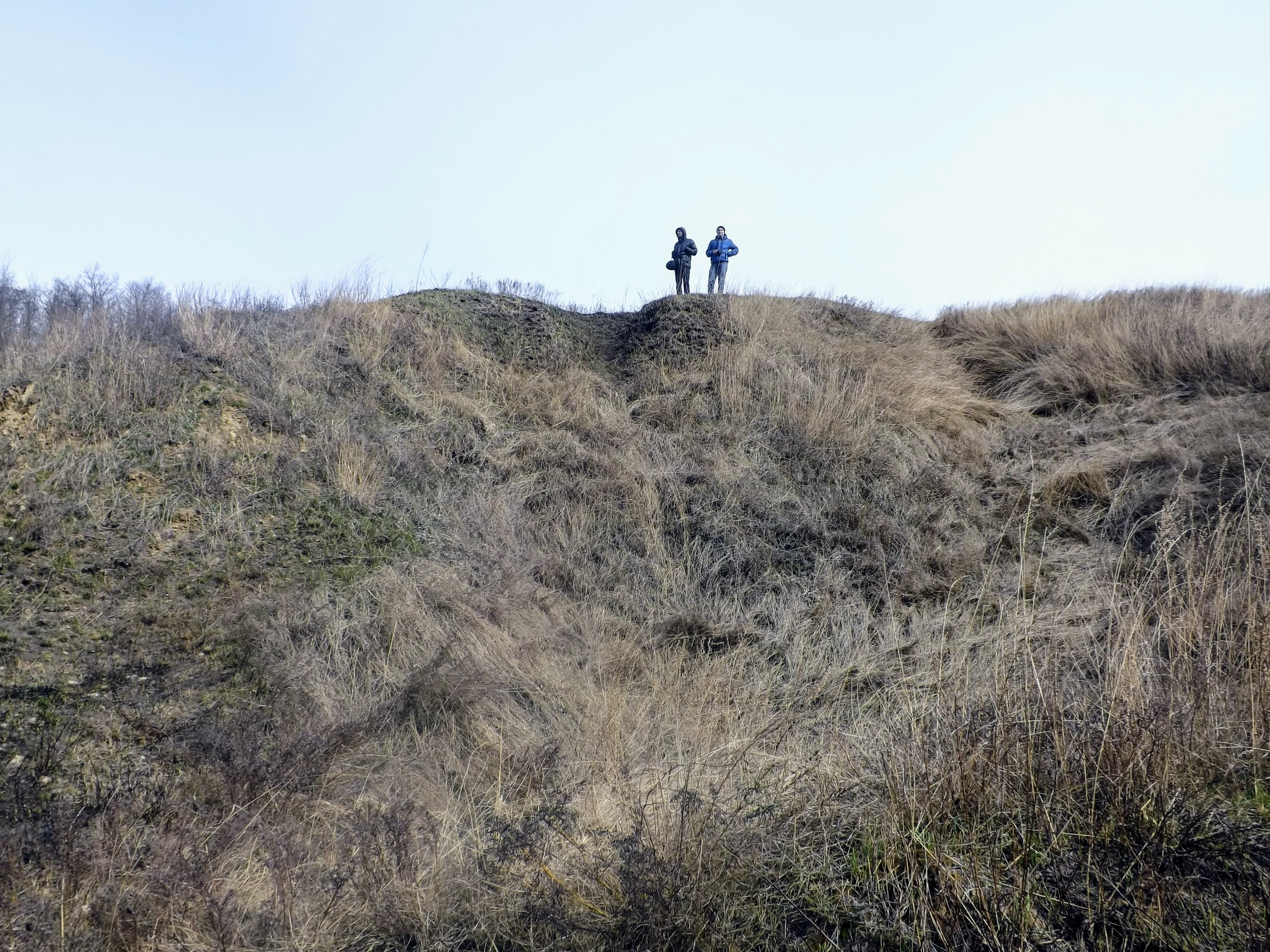
Вал дитинця городища X–XI ст. поблизу села Заріччя на Київщині
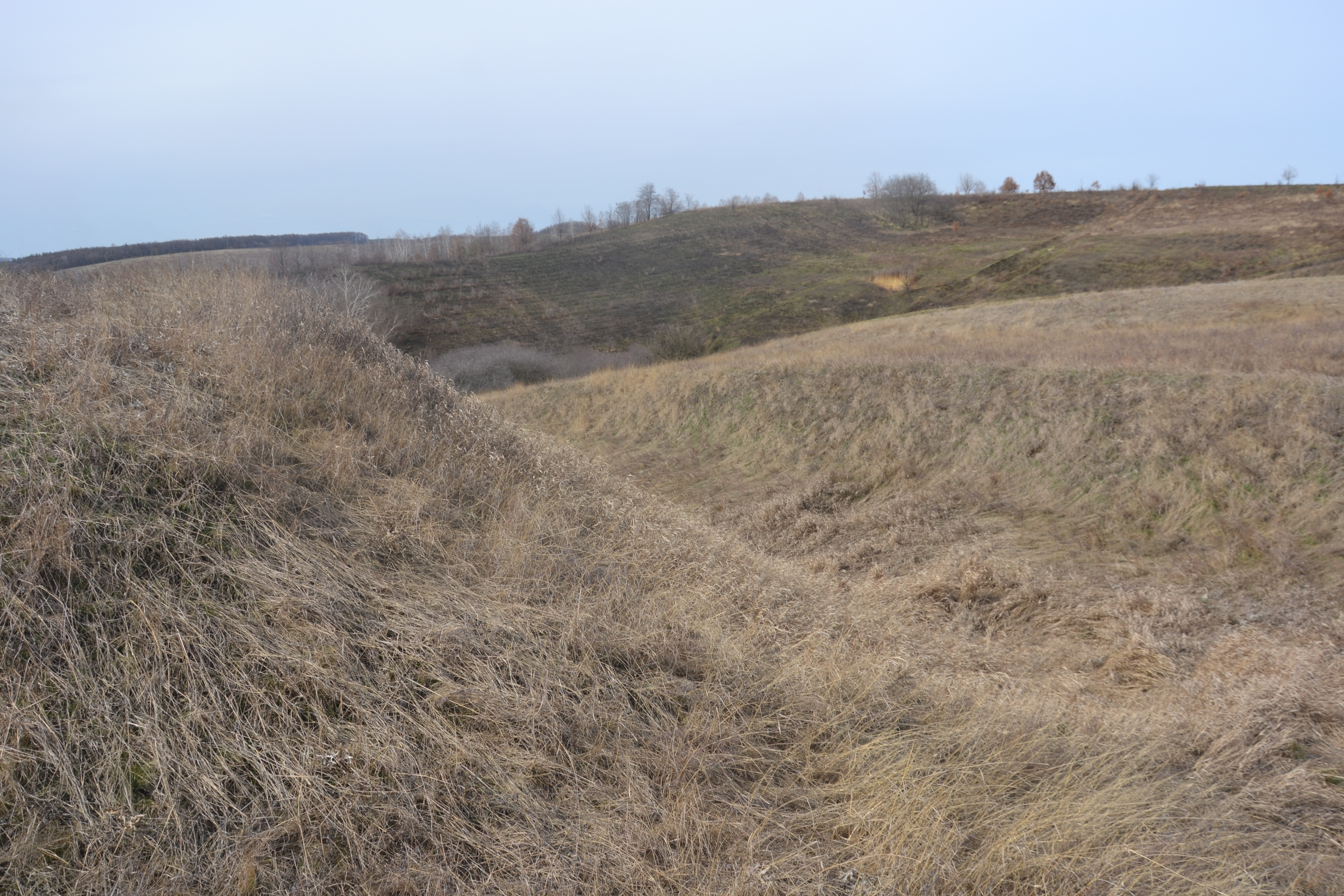
Рів і вал городища поблизу села Заріччя
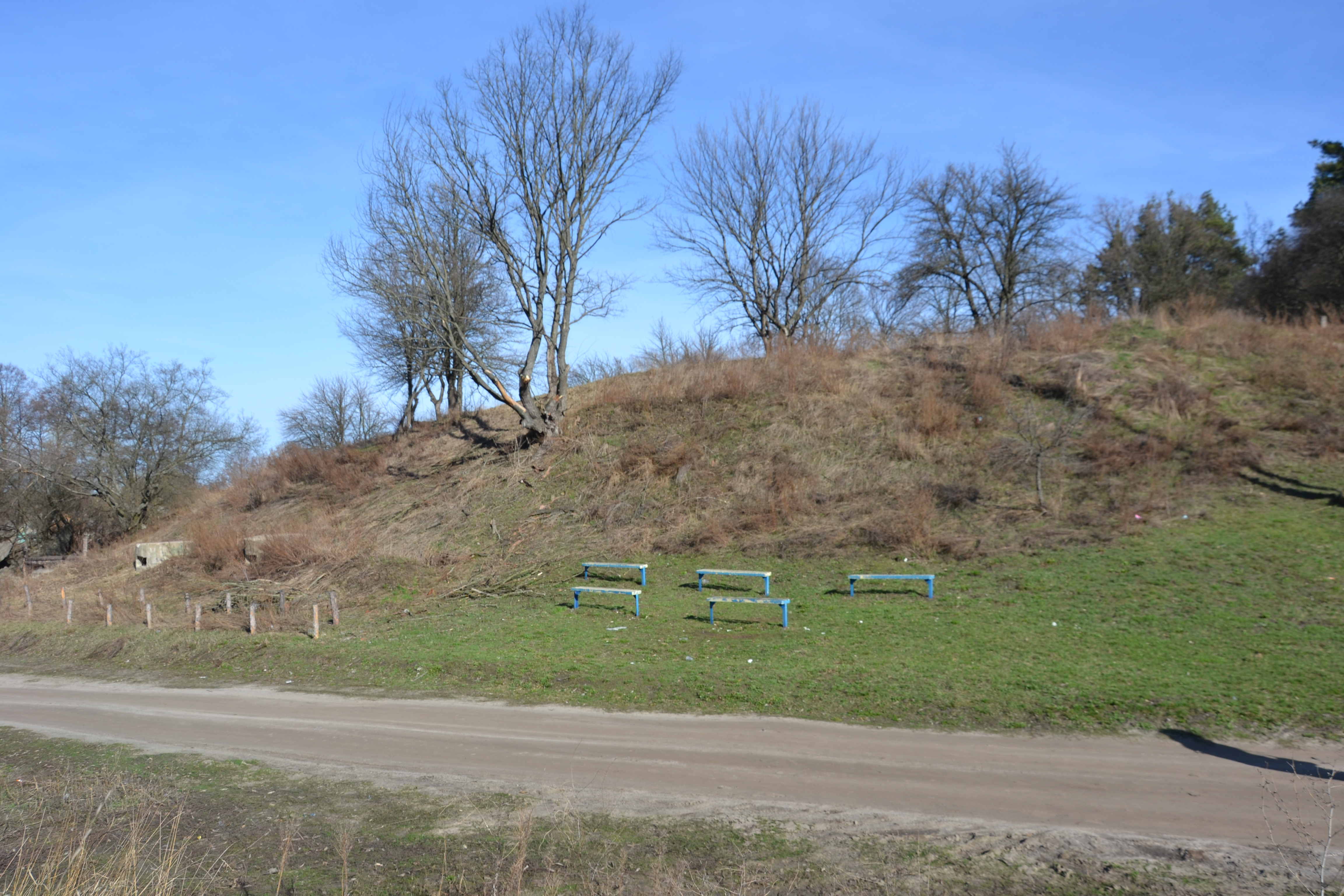
Вал дитинця городища XI–XIII ст. в селі Віта-Поштова